# David Giles (réalisateur)
Pour les articles homonymes, voir David Giles.
David Giles est un réalisateur pour la télévision britannique né le 18 octobre 1926 à Shipley (Yorkshire) et mort le 6 janvier 2010 à Londres. Il a fait ses études à Oriel College, à l'université d'Oxford.

## Filmographie
- 1962 : Compact
- 1934 : The Old Wives' Table
- 1967 : The Forsyte Saga
- 1967 : Vanity Fair
- 1968 : Resurrection
- 1969 : The Dance of Death
- 1969 : The First Churchills
- 1970 : A Family At War
- 1970 : Hamlet
- 1971 : Sense and Sensibility
- 1972 : The Strauss Family
- 1974 : Twelfth Night
- 1973 : Play of the Month (The Recruiting Officer)
- 1975 : Play of the Month (When We Are Married)
- 1976 : The Emigrants
- 1978 : The Mayor of Casterbridge
- 1978 : King Richard the Second
- 1979 : Henry IV, Part I
- 1979 : Henry IV, Part II
- 1979 : The BBC Shakespeare: The Life of Henry the Fifth
- 1982 : Fame Is the Spur
- 1982 : The Barchester Chronicles
- 1983 : Mansfield Park
- 1984 : The Life and Death of King John
- 1985 : Un meurtre sera commis le…
- 1987 : London Embassy
- 1988 : Hannay (The Fellowship of the Black Stone)
- 1989 : Forever Green (épisodes 1, 2, 5, 6)
- 1991 : The Darling Buds of May (Christmas Is Coming)
- 1992 : The Darling Buds of May (Oh! to Be in England 1 et 2)
- 1993 : The Darling Buds of May (The Happiest Days of Your Lives 1 et 2)
- 1994 : Just William
- 1997 : Hetty Wainthropp Investigates (Daughter of the Regiment, All Stitched Up)
- 1998 : Hetty Wainthropp Investigates (Family Values, Something to Treasure, How Time Flies)